# Таматія
Таматія (Malacoptila) — рід дятлоподібних птахів родини лінивкових (Bucconidae). Поширені у тропічних лісах Америки від Мексики до Болівії.

## Класифікація
Рід включає 7 видів:
- Malacoptila fulvogularis — таматія андійська
- Malacoptila fusca — таматія світлогруда
- Malacoptila mystacalis — таматія біловуса
- Malacoptila panamensis — таматія панамська
- Malacoptila rufa — таматія рудошия
- Malacoptila semicincta — таматія болівійська
- Malacoptila striata — таматія біловола